# Zamek w Talcy
Zamek w Talcy (fr. Château de Talcy) – zamek we Francji, w miejscowości Talcy, w departamencie Loir-et-Cher. Zaliczany do zamków nad Loarą.

## Historia
Oryginalnie zamek został zbudowany na początku XV wieku przez Bernarda Salvatiego florenckiego bankiera rodziny Medicich. Zamieszkał on na zamku 8 listopada 1517 roku.

## Opis zamku
Zamek posiada renesansową fasadę. Nad bramą wjazdową znajduje się wielka kwadratowa wieża, po obu bokach posiada dwie wieżyczki zbudowane na sześciokątnym planie. Wewnątrz dziedziniec zdobi studnia z krytą łupkiem kopułą. Interesującym zabytkiem jest również gołębnik posiadający 1500 otworów gniazdowych.